# Jovonn
Allen Jovonn Armstrong is een Amerikaanse producer van deephouse uit New York. Hij opereert grotendeels onafhankelijk op eigen labels en brengt met regelmaat 12-inches uit, waarbij hij behoorlijk vanuit de luwte werkt.

## Biografie
Allen Jovonn Armstrong groeit op in de New Yorkse wijk Brooklyn in een muzikaal gezin. Zowel vader als moeder zingen en bespelen instrumenten. Allen zelf begint op zijn 14e als hiphop-dj en draait veel op block party's en clubs. Als in de late jaren tachtig de housemuziek opkomt maakt hij een overstap. Zijn tweede single Turn And Run Away 'Running' (1990) wordt opgepikt door Warner en wordt een hit in de Billboard-hitlijsten. Hij kiest daarna echter voor een onafhankelijke koers door het label Goldtone Records op te richten dat tot 1994 zal bestaan. In 2014 brengt hij de tracks uit het Goldtone-tijdperk nog eens uit op de compilatie Goldtones. Hij zal gedurende de jaren nog meer labels oprichten zoals Body N'Deep en Next Moov. Gedurende de jaren negentig ontstaat er een constante stroom aan deephouse-singles en -ep's. In 2000 gaat hij eenmalig de samenwerking aan met de Franse DJ Deep voor de dubbelsingle Back In The Dark/Spring. In 2002 verschijnt het album Spirit. Hierop staat vriendelijke en toegankelijke deephouse met de zang van Stephanie Cooke en Kenny Bobien. Een dergelijke koers vaart hij ook op Blaque House (2009) en Timeless (2018).

## Discografie

### Albums
- Spirit (2002)
- Blaque House (2009)
- Timeless (2018)

### Compilaties
- Goldtones (2014)